# Dittersdorfer Höhe
Die Dittersdorfer Höhe ist eine Erhebung im sächsischen Erzgebirge nordöstlich des gleichnamigen Ortsteils Dittersdorf der Gemeinde Amtsberg. Auf dem Bergrücken befindet sich eine 1869 errichtete Station der Königlich-Sächsischen Triangulation.

## Geologie
Das anstehende Gestein bilden hauptsächlich phyllitische Gesteine die bis in die Gegend von Thum und Zwönitz zu verfolgen sind. Am Nordhang sind Quarzitschieferlinsen eingeschalt, die in der Vergangenheit zur Schottergewinnung abgebaut wurden.

## Aussicht

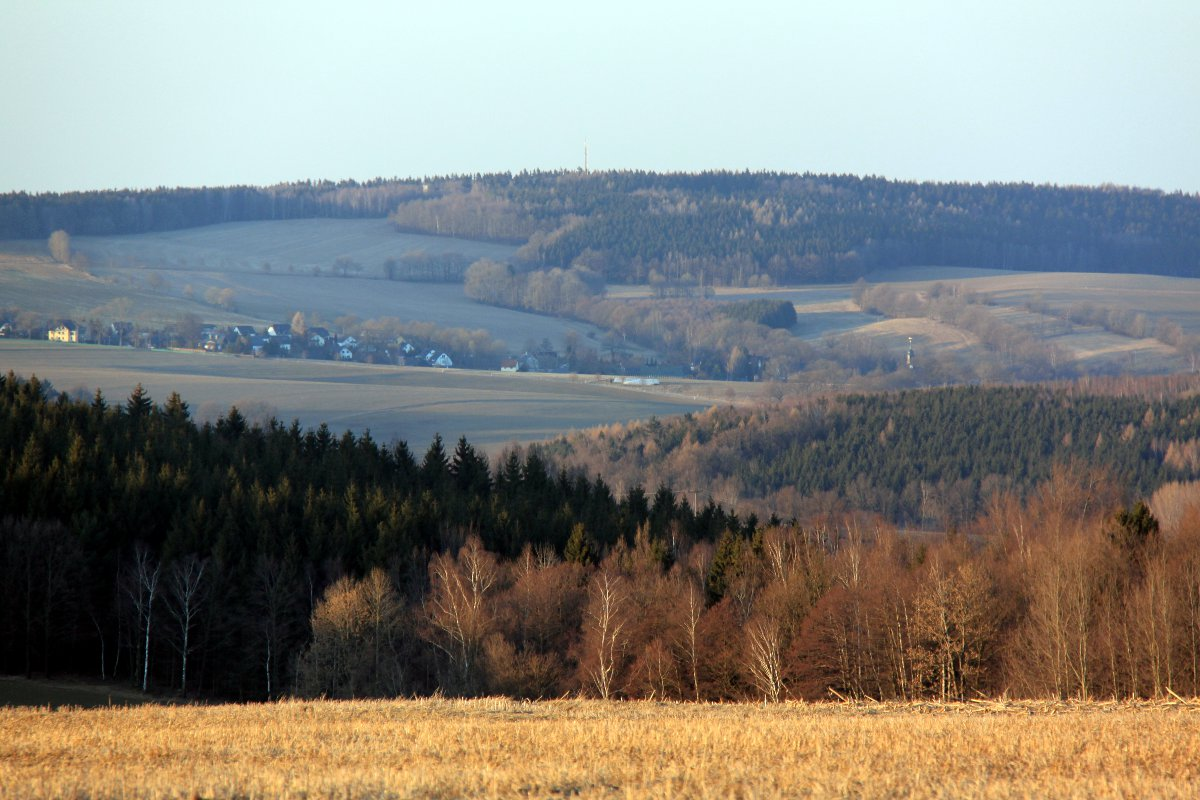
Blick zum Adelsberg

Die Dittersdorfer Höhe ist einer der markantesten Aussichtspunkte des unteren Erzgebirges und bietet beste Aussicht auf das untere Erzgebirge in näherer Umgebung von Chemnitz. Nach Süden reicht der Blick bei guter Sicht unter anderen auf Jelení hora, Pöhlberg, Bärenstein, Klínovec, Fichtelberg und Scheibenberg. Östlich lässt sich die Augustusburg, nördlich der Adelsberg und in weiter Ferne den Treppenhauer bei Sachsenburg erblicken. Darüber hinaus lässt sich in nordwestliche Richtung bei guter Sicht – auch ohne optische Hilfen – die Silhouette des knapp 65 km entfernten Kraftwerkes Lippendorf erkennen. In westlicher Richtung reicht der Blick in das Chemnitzer Becken.

## Touristische Erschließung
Um 1900 wurde südwestlich, unterhalb des Plateaus ein Ausflugslokal errichtet, welches nach mehreren Um- und Ausbauten heute ein Hotel mit Restaurant beherbergt.